# Can't Stop Fallin' in Love
Singles de Globe
Is This Love
(1996) Face
(1997)
Can't Stop Fallin' in Love est le 7e single du groupe Globe, sorti en 1996.

## Présentation
Le single, coécrit, composé et produit par Tetsuya Komuro, sort le 30 octobre 1996  au Japon sur le label Avex Globe de la compagnie Avex, au format mini-CD single de 8 cm de diamètre (alors la norme pour les singles dans ce pays), deux mois seulement après le précédent single du groupe, Is This Love.
Il atteint la 1re place du classement des ventes de l'Oricon, et reste classé pendant 17 semaines.
Il se vend à plus d'un million d'exemplaires, et restera le troisième single le plus vendu du groupe, derrière Departures et Face (qui sortira deux mois plus tard).
La chanson-titre du single est une ballade utilisée comme thème musical pour une publicité pour la compagnie de chemins de fer East Japan Railway Company (succédant d'ailleurs à Departures) ; sa version instrumentale figure aussi sur le single, ainsi qu'une version remixée ("Extended Mix").
Elle figurera dans une version remaniée sur le deuxième album du groupe, Faces Places, qui sortira quatre mois plus tard, ainsi que par la suite sur ses compilations Cruise Record de 1999, Ballads and Memories de 2002, Globe Decade de 2005, Complete Best Vol.2 de 2007, et 15 Years -Best Hit Selection- de 2010. 
Elle sera aussi remixée sur ses albums de remix Global Trance de 2001, Global Trance Best de 2003, House of Globe et Ragga Globe de 2011.
Une autre version instrumentale interprétée au piano par Komuro et renommée Can't Stop Piano Solo figurera également en conclusion de l'album Faces Places, et sera compilée sur l'album de reprises de Komuro Piano Globe -Globe Piano Collection- de 2003.
La chanson sera reprise en 2004 par le groupe Dream sur son album Dream Meets Best Hits Avex.

## Liste des titres
Les chansons sont écrites, composées et arrangées par Tetsuya Komuro (coécrites par Marc), et sont mixées par Dave Ford.
| CD    | CD                                                          | CD                    | CD    | CD | CD | CD | CD | CD | CD |
| No    | Titre                                                       | Description           | Durée |    |    |    |    |    |    |
| ----- | ----------------------------------------------------------- | --------------------- | ----- | -- | -- | -- | -- | -- | -- |
| 1.    | Can't Stop Fallin' In Love (Straight Run) (...STRAIGHT RUN) | Version originale     | 5:51  |    |    |    |    |    |    |
| 2.    | Can't Stop Fallin' In Love (Extended Mix) (...EXTENDED MIX) | Version remixée       | 7:29  |    |    |    |    |    |    |
| 3.    | Can't Stop Fallin' In Love (Instrumental) (...INSTRUMENTAL) | Version instrumentale | 5:47  |    |    |    |    |    |    |
| 19:07 |                                                             |                       |       |    |    |    |    |    |    |